# Faro San Matías
El Faro San Matías es un faro no habitado de la Armada Argentina que se encuentra en la ubicación 40°49′00″S 64°43′00″O / -40.81667, -64.71667, en la costa norte del golfo San Matías, en la zona denominada Saco Viejo en la punta de San Antonio Este, frente a la localidad de San Antonio Oeste, Departamento San Antonio, en la Provincia de Río Negro, Patagonia Argentina.
El faro fue librado al servicio a fines de septiembre de 1924, en reemplazo del antiguo Faro Villarino. La estructura del mismo es una torre troncopiramidal de hierro, de 16 metros de altura, inicialmente alimentada con gas acetileno y con un alcance de 17,5 millas náuticas. En enero de 1983 fue electrificado con paneles solares que modificaron su alcance óptico a 12 millas. La característica diurna la brindan chapas horizontales pintadas de blanco.
El faro toma el nombre del golfo San Matías, el cual fue descubierto por Hernando de Magallanes en el siglo XVI y bautizado de así porque llegó hasta el golfo el día del santo, un 24 de febrero de 1520.